# Fraseologismo
Em linguística, Fraseologismo (também conhecido como frasema, expressão figée, sequência figée, unidade fraseológica, expressão figurada, expressão idiomática, perífrase, forma de falar, provérbio, locução verbal, máxima, ditado, entre outros e a depender da corrente teórica que se observe ) é o fenômeno da linguagem utilizado como objeto de estudo da Fraseologia. São expressões compostas por duas palavras ou mais que apresentam idiomaticidade, estabilidade e frequência de uso em uma determinada língua.

## Principais características dos fraseologismos
São quatro as principais características que definem os fraseologismos, a saber: 
- Polilexicalidade

Todo fraseologismo é composto por um mínimo de duas palavras (léxico) que são entendidas pelo falante de uma dada língua de maneira global, com sentido único. . É o caso das expressões: tirar o chapéu, que tem o sentido único de reconhecer; Andar nas nuvens, que tem o sentido único de distraído; Bater na mesma tecla, que tem o sentido único de insistir. 
- Fixação (ou cristalização)

A fixação é uma característica que diz respeito à impossibilidade ou restrição de mudanças dos elementos que compõem os fraseologismos. A fixação é compreendida em diferentes níveis: o nível formal e o nível semântico. 
- Frequência ou convencionalidade

A característica da frequência diz respeito à aparição de uma determinada sequência de palavras no discurso que, com o tempo e a repetição, adquiriu fixação e passou a ser empregada sempre da mesma forma. Em outras palavras, trata-se da coaparição dos elementos formativos de um fraseologismo repetidos, quase sempre, na mesma ordem. Ou seja, a noção de frequência na fraseologia atribui-se tanto à materialidade do signo polilexical, que aparece sempre na mesma forma, quanto ao seu significado relacionado a determinadas situações de comunicação. A famosa fala do ex-presidente do Brasil Luiz Inácio Lula da Silva nunca antes da história desse país é um bom exemplo para esta característica. Devido ao grande uso e a repercussão dessa sequência lexical, convencionalizou-se o seu uso. 
- Desautomatização

A desautomatização é quando se faz alguma alteração no fraseologismo de modo a gerar jogos de palavras que produzam humor ou impacto ao ser associado à sua versão original. Essa alteração é mais comum em textos jornalísticos e slogans publicitários..

## Categorização dos fraseologismos
A categorização dos fraseologismos nem sempre é evidente, uma vez que as expressões fixas estão tão enraizadas na língua e na cultura de um povo que sua definição se torna uma atividade complexa. Contudo, os fraseologismos podem ser classificados em três categorias principais, listadas a seguir:
- Colocações

O termo colocação, adotado atualmente por todos os especialistas em estudos fraselógicos, provem do inglês collocation e serve para denominar uma sequência de palavras, formadas por uma base e um colocado que, devido ao uso, adquirem certo grau de fixação e que, portanto, quando ocorrem alterações em um dos seus componentes isso provoca estranhamento por parte de um falante nativo, tendo em vista que tais alterações não são convencionais, mesmo que o sentido possa ser recuperado. A expressão pegar um taxi é considerada uma colocação. O verbo pegar serve de base para o colocado um taxi. 
- Expressões Idiomáticas

Uma expressão idiomática é qualquer forma gramatical cujo significado não pode ser deduzido de sua estrutura em morfemas e que não entra na constituição de uma forma maior. Assim, ponto de vista para o tratamento das expressões idiomáticas é semântico, uma vez os aspectos sintáticos são, por sua vez, negligenciados. Uma dada expressão linguística é considerada idiomática quando esta está intrínseca ao idioma ao qual ela pertence de tal modo que a sua motivação semântica nem sempre é recuperável, independentemente de sua estrutura sintática. São exemplos de expressões idiomáticas os seguintes fraseologismos: dizer cobras e lagartos, matar cachorro a grito, virar a casaca, dar zebra, fazer das tripas coração, etc. .
- Pragmatemas

Os pragmatemas são expressões que permitem ao utente da língua fazer ligações entre duas informações de uma mesma sentença, deixando-a coesa e coerente. Os pragmatemas são utilizados também como forma de marcar respeito e educação. Estão inseridas nos pragmatemas as fórmulas de rotina, as fórmulas epistolares, as fórmulas ritualizadas, as fórmulas religiosas, as fórmulas situacionais, os marcadores conversacionais , . São exemplos de pragmatemas as expressões: feliz natal e um próspero ano novo, problema seu, proibido estacionar, o que eu estou querendo dizer é. 

## Ligações Externas
- EUROPHRAS

A Europhras é uma associação européia de Fraseologia. Foi fundada em Bielefeld em janeiro de 1999 e sua sede é em Zurique. É uma associação sem fins lucrativos, nos termos do artigo 60ss do ZGB. Link para acesso: http://www.europhras.org/fr/europhras
- DICIONÁRIO DE EXPRESSÕES IDIOMÁTICAS - ONLINE

Este é um dicionário online gratuito, elaborado no âmbito de uma pesquisa desenvolvida na Universidade Estadual Paulista - UNESP pela professoa Cláudia Xatara em colaboração com outros colegas de instituições estrangeiras e alunos de Mestrado e Doutorado, além dos subsídios da FAPESP (Fundação de Amparo à Pesquisa do Estado de São Paulo), sem fins lucrativos. Link para acesso: http://www.deipf.ibilce.unesp.br/pt/index.php
- MANUAL DE FRASEOLOGIA

Primeiro Manual de Fraseologia dedicado ao ensino de língua materna publicado no Brasil, intitulado Fraseologia - Era uma vez um Patinho Feio no ensino de língua materna de autoria da professora e fraseóloga Rosemeire Selma Monteiro-Plantin, disponibilizado gratuitamente em formato digital pela própria autora. Link para acesso: http://www.repositorio.ufc.br/bitstream/riufc/10310/1/2014_liv_rsmplantin.pdf
- PORTAL PERSÉE

Portal gratuito que visa a difusão de publicações acadêmicas, em formato digital, em francês, língua na qual se encontra a maioria das publicações sobre fraseologismo. Link para acesso: https://www.persee.fr/search?ta=article&q=phraseologie